# Poświętne (gmina w województwie mazowieckim)
Poświętne (daw. gmina Ręczaje) – gmina wiejska w województwie mazowieckim, w powiecie wołomińskim. W latach 1975–1998 gmina położona była w województwie siedleckim.
Siedziba gminy to Poświętne.
Według danych z 30 czerwca 2004 gminę zamieszkiwało 5989 osób, a według spisu powszechnego z 2011 roku 6007.

## Struktura powierzchni
Według danych z roku 2002 gmina Poświętne ma obszar 106,26 km², w tym:
- użytki rolne: 74%
- użytki leśne: 19%

Gmina stanowi 11,12% powierzchni powiatu.

## Demografia

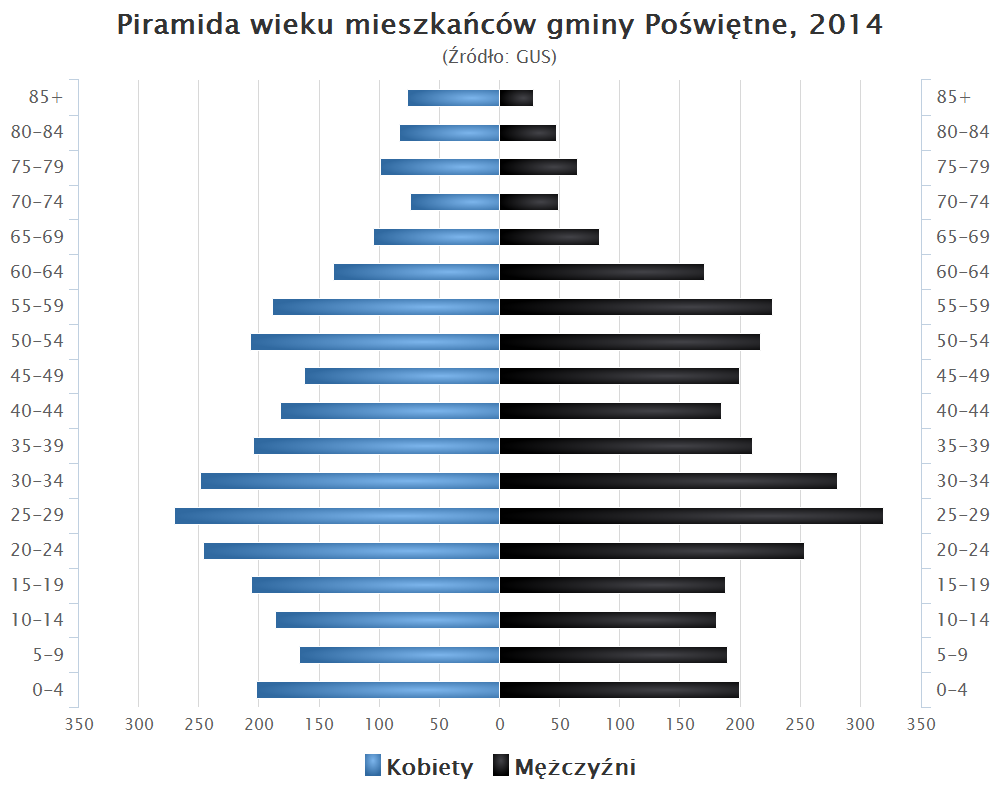
Piramida wieku mieszkańców gminy Poświętne w 2014 roku

Dane z 30 czerwca 2004:
| Opis                              | Ogółem | Ogółem | Kobiety | Kobiety | Mężczyźni | Mężczyźni |
| --------------------------------- | ------ | ------ | ------- | ------- | --------- | --------- |
| jednostka                         | osób   | %      | osób    | %       | osób      | %         |
| populacja                         | 5989   | 100    | 2947    | 49,2    | 3042      | 50,8      |
| gęstość zaludnienia (mieszk./km²) | 56,4   | 56,4   | 27,7    | 27,7    | 28,6      | 28,6      |

## Sołectwa
Choiny, Cygów, Czubajowizna, Dąbrowica, Helenów, Jadwiniew, Józefin, Kielczykowizna, Kolno, Krubki-Górki, Laskowizna, Małków, Międzyleś, Międzypole, Nadbiel, Nowe Ręczaje, Nowy Cygów, Ostrowik, Poświętne, Ręczaje Polskie, Rojków, Stróżki, Trzcinka, Turze, Wola Cygowska, Wola Ręczajska, Wólka Dąbrowicka, Zabraniec.

## Sąsiednie gminy
Klembów, Stanisławów, Strachówka, Tłuszcz, Wołomin, Zielonka